# Shinano Kenshi
Shinano Kenshi (jap.: シナノケンシ株式会社, Shinano Kenshi Kabushiki-gaisha) ist ein 1918 in Japan gegründetes Unternehmen, das anfangs Seidengarne produzierte. Seit 1962 werden auch kleine Elektro- und Servomotoren hergestellt und weltweit vertrieben.
Die Europäische Niederlassung befindet sich in Eschborn, Deutschland. Die Shinano Kenshi Gruppe produziert in Japan und China und unterhält weitere Vertriebsgesellschaften weltweit (u. a. in den USA, Thailand und Indien).

Tochterunternehmen des Konzerns produzieren u. a. optische Laufwerke unter dem Markennamen Plextor sowie spezielle Audiohardware für blinde Menschen (Plextalk).

## Produkte

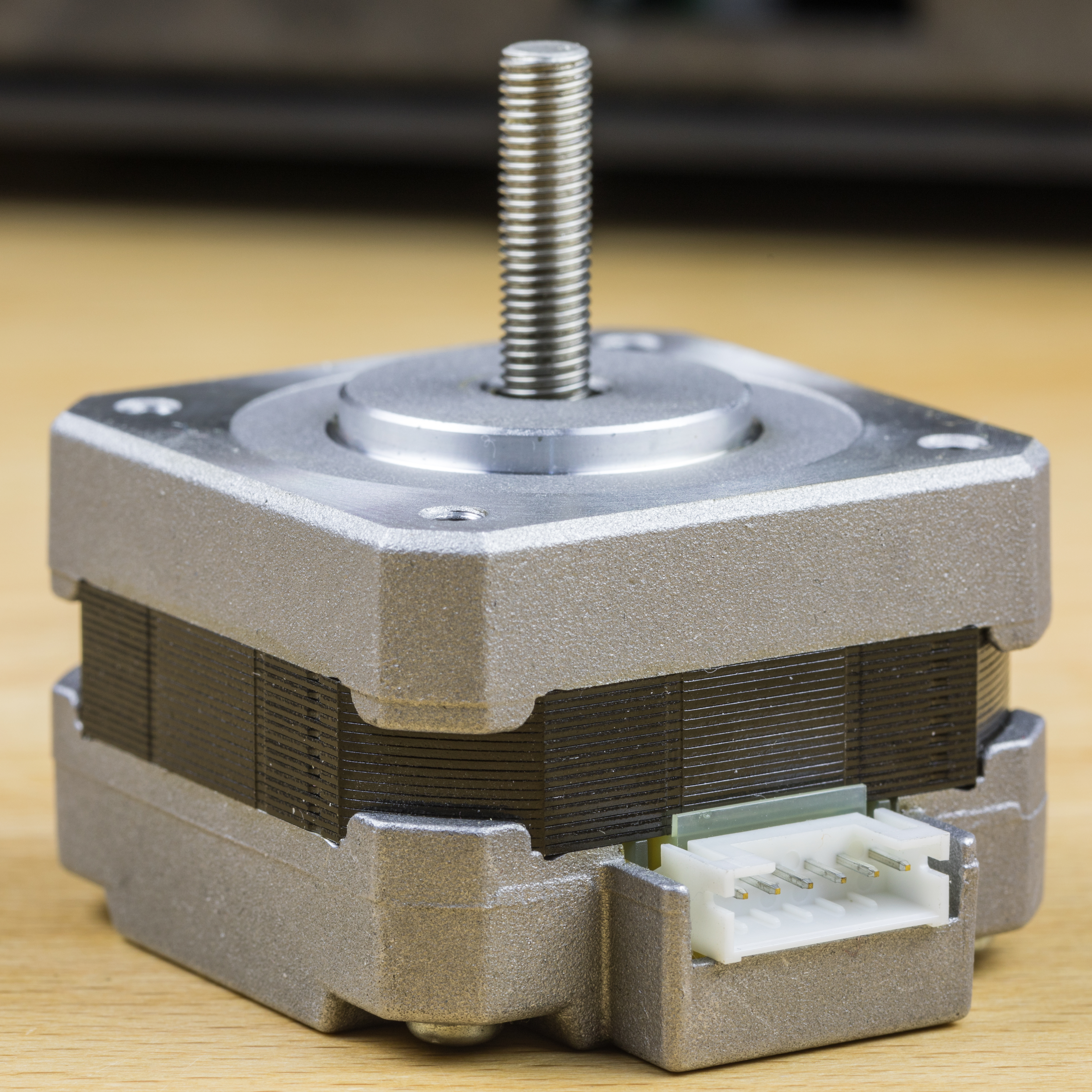
Shinano Kenshi, Schrittmotor

Die Shinano Kenshi Gruppe entwickelt, produziert und vertreibt Systeme und Komponenten für verschiedene Industrieanwendungen und Endkunden. Im Fokus stehen dabei:
- Schrittmotoren
- Bürstenlose Gleichstrommotoren
- Servomotoren
- Unterstützungstechnologie (Plextalk)
- Datenlogger (Plexlogger)[3]